# Ján Janči
Ján Janči (* 1967) je bývalý slovenský fotbalista, útočník.

## Fotbalová kariéra
V československé lize hrál za Duklu Banská Bystrica a za Bohemians Praha. Nastoupil ve 12 ligových utkáních.

## Ligová bilance
| Ročník                                   | Zápasy | Góly | Klub                  |
| ---------------------------------------- | ------ | ---- | --------------------- |
| 1. československá fotbalová liga 1989/90 | 1      | 0    | Dukla Banská Bystrica |
| 1. československá fotbalová liga 1991/92 | 11     | 0    | Bohemians Praha       |
| CELKEM                                   | 11     | 0    |                       |